# Asphalt Legends Unite
Asphalt Legends Unite (conosciuto precedentemente come Asphalt 9: Legends) è un videogioco di corse del 2018 sviluppato da Gameloft Barcelona e pubblicato da Gameloft. Per Android, Microsoft Windows, iOS, macOS, Xbox Series X/S, Nintendo Switch e PlayStation 5.
Nono capitolo della serie Asphalt, il titolo venne rinominato in Asphalt Legends Unite dopo un aggiornamento d'espansione annunciato il 25 marzo 2024 e pubblicato il 17 luglio 2024.

## Modalità di gioco
Per sbloccare nuove auto bisogna partecipare alle gare della tua carriera. Otterrai dei "progetti" e quando ne avrai avuto abbastanza potrai sbloccare nuove auto oppure puoi acquistare questi progetti nel negozio e potrai migliorarle attraverso i crediti. Si inizia con la Mitsubishi Lancer Evo, pian piano però si potrà avanzare e sbloccare auto come la Lotus Evora o la Volkswagen Xl Sport Concept. Si potranno sbloccare anche altre auto come la Pininfarina Battista o la Koenigsegg Jesko.